# Ким, Кристина Александровна
Кристи́на Алекса́ндровна Гривачёва (урожд. Ким; род. 4 сентября 1987, Кзыл-Орда) — российская тхэквондистка.

## Карьера
Живёт и тренируется в Москве. Мастер спорта международного класса,Чемпион России, двукратный серебряный призёр чемпионата Европы, победитель многократных международных турниров. Участница лондонской Олимпиады 2012 года.